# Musorobwe
Musorobwe är ett periodiskt vattendrag i Burundi.   Det ligger i provinsen Bubanza, i den nordvästra delen av landet, 40 km norr om huvudstaden Bujumbura.
Omgivningarna runt Musorobwe är en mosaik av jordbruksmark och naturlig växtlighet. Runt Musorobwe är det tätbefolkat, med 343 invånare per kvadratkilometer.